# Шпанска либерална револуција
Шпанска буржоаска револуција или Три либералне године (Trienio Liberal) назив је за револуцију шпанских либерала у периоду од 1820. до 1823. године. Угушена је одлуком Свете алијансе и војном интервенцијом француске армије. 

## Узроци
Краљ Фердинанд VII је, по доласку на власт 1814. године, укинуо устав из 1812. године. У Шпанији је поново успостављен апсолутизам. Реакција либерала довела је до потпуног политичког и економског застоја и губитка колонија у Јужној Америци које су се, користећи се ситуацијом, избориле за независност. Покушаји подизања револуције су брзо гушени. Године 1814. угушен је устанак у Навари, а 1815. године у Коруњи. Покушаји проглашења устава од 1816. до 1819. године такође су били неуспешни. 

## Револуција
Либерали су, и поред сталних неуспеха, и даље настављали борбу против апсолутизма. Дана 1. јануара 1820. године пуковник Рафаел Риего покренуо је омањи одред војске на Андалузију како би подигао целу земљу на устанак. Поход је завршен неуспехом, али је инспирисао народ да подигне устанак у целој земљи. Краљ је 9. марта присиљен да објави устав из 1812. године. Власт су преузели либерали који доносе низ закона који су се односили на укидање феудализма и смањење привилегија католичке цркве. Године 1822. власт прелази у руке радикала (тзв. ексалтадоса) те је попримила војни, династички и буржоаско-либерални карактер.

## Реакција
Буржоаска револуција у Шпанији инспирисала је устанике и у другим европским земљама: Португал, Италију, Француску и Русију такође су захватили немири. Поновили су се догађаји из времена Француске револуције која је изазвала Француске револуционарне ратове Прве и Друге коалиције европских земаља против буржоазије. Овога пута је постојала алијанса европских конзервативних држава (Света алијанса) која је повела организованију борбу против револуционара. Октобра 1822. године одржан је конгрес у Верони на коме је одлучено да се револуција угуши силом. 
Аустрији, Русији и Пруској прикључио се и француски краљ Луј XVIII који је страховао од ширења револуционарних идеја у Француској. Мадрид је 5. јануара 1823. године примио ултиматум чланица Алијансе у коме је наређено да револуционари сместа врате суверену власт краљу Фердинанду. Шпанска влада одбила је мешање страних држава у унутрашње послове Русије. Чланице Алијансе прекинуле су дипломатске односе са Шпанијом.

## Гушење револуције
Дана 7. априла 1823. године француска војска од 100.000 људи под командом војводе од Ангулема продире у Шпанију. Мали одред француско-италијанских либерала на граници без потешкоћа је разбијен. Шпанска влада није стигла да организује значајнији отпор. Реакционаристима је помагало и католичко вештенство које је у северној Шпанији распалило религиозни фанатизам међу сељаштвом. Многи устанички генерали прешли су на непријатељску страну. Француска војска није наишла на значајнији отпор. У Мадрид је ушла 23. маја те центар либерала постаје Кадикс. Француска војска заузела је тврђаве које су га браниле 31. августа, а 1. октобра је ослобођен краљ Фердинанд. Дана 4. новембра капитулирала је Барселона. Рат је тиме завршен, а пуковник Риего погубљен је 7. новембра. Католичка црква кажњавала је "невернике" по пресуди поново успостављене "свете инквизиције". 